# 科莱布里安扎
科莱布里安扎（義大利語：Colle Brianza），是意大利莱科省的一个市镇。总面积8平方公里，人口1735人，人口密度216.9人/平方公里（2009年）。国家统计（ISTAT）代码为097024。
科莱布里安扎与阿伊鲁诺、布里安扎堡、多尔扎戈、埃洛、加尔比亚泰、奥尔贾泰莫尔戈拉、圣玛丽亚奥埃和瓦尔格雷根蒂诺接壤。